# Улица Новаторов (Екатеринбург)
Улица Нова́торов — улица в жилом районе (микрорайоне) Уралмаш — Орджоникидзевского административного района Екатеринбурга. До начала 1970-х годов шла до улицы Народного Фронта, называлась Коммунистической улицей и составляла её чётную сторону.

## Расположение и благоустройство
Улица Новаторов проходит с юго-востока на северо-запад параллельно Коммунистической улице. Улица начинается от улицы Индустрии и заканчивается у улицы Бакинских Комиссаров. Пересекается с улицей Ломоносова.

## Транспорт
Автомобильное движение на всей протяжённости улицы двустороннее.

### Наземный общественный транспорт
Движение наземного общественного транспорта по улице не осуществляется.
Ближайшие остановки общественного транспорта:
- Остановка «Ломоносова»:

Троллейбус: № 8, № 13.
- Остановка «Бакинских Комиссаров»:

Троллейбус: № 8, № 13.
- Остановка «Ярославская»

Троллейбус: № 3, № 5, № 12.

### Ближайшие станции метро
В примерно 700 метрах к юго-востоку от начала улицы находится станция 1-й линии Екатеринбургского метрополитена  Проспект Космонавтов. К концу улицы станций метрополитена проводить не запланировано.